# ペトルス・カニシウス
ペトルス・カニシウス（ラテン語: Petrus Canisius, 1521年5月8日 - 1597年12月21日）は、カトリック教会・イエズス会司祭、聖人、教会博士。聖ボニファティウスに次ぐ「ドイツ第二の使徒」と呼ばれる。

## 生涯
カニシウスはオランダ・ネイメーヘンに生まれ、ケルン大学で法律家を志して学んでいたが神学に転向。司祭になる決心をした彼はドイツでピエール・ファーヴルと出会い、1543年、イエズス会に入会。カニシウスはドイツで最初のイエズス会士となる。
当時ドイツ各地は荒廃し、司祭が不在な教会が存在していた。カニシウスにドイツにおけるカトリックの環境を再生すべく布教に当たった。
カニシウスは1546年、司祭叙階され、翌1547年、トリエント公会議に出席、カトリック教会の立場を擁護し、大学で教鞭を取りながら信仰に関する書物を執筆、出版し、特に『カトリック小教理問答』は15ヶ国語に出版されている。

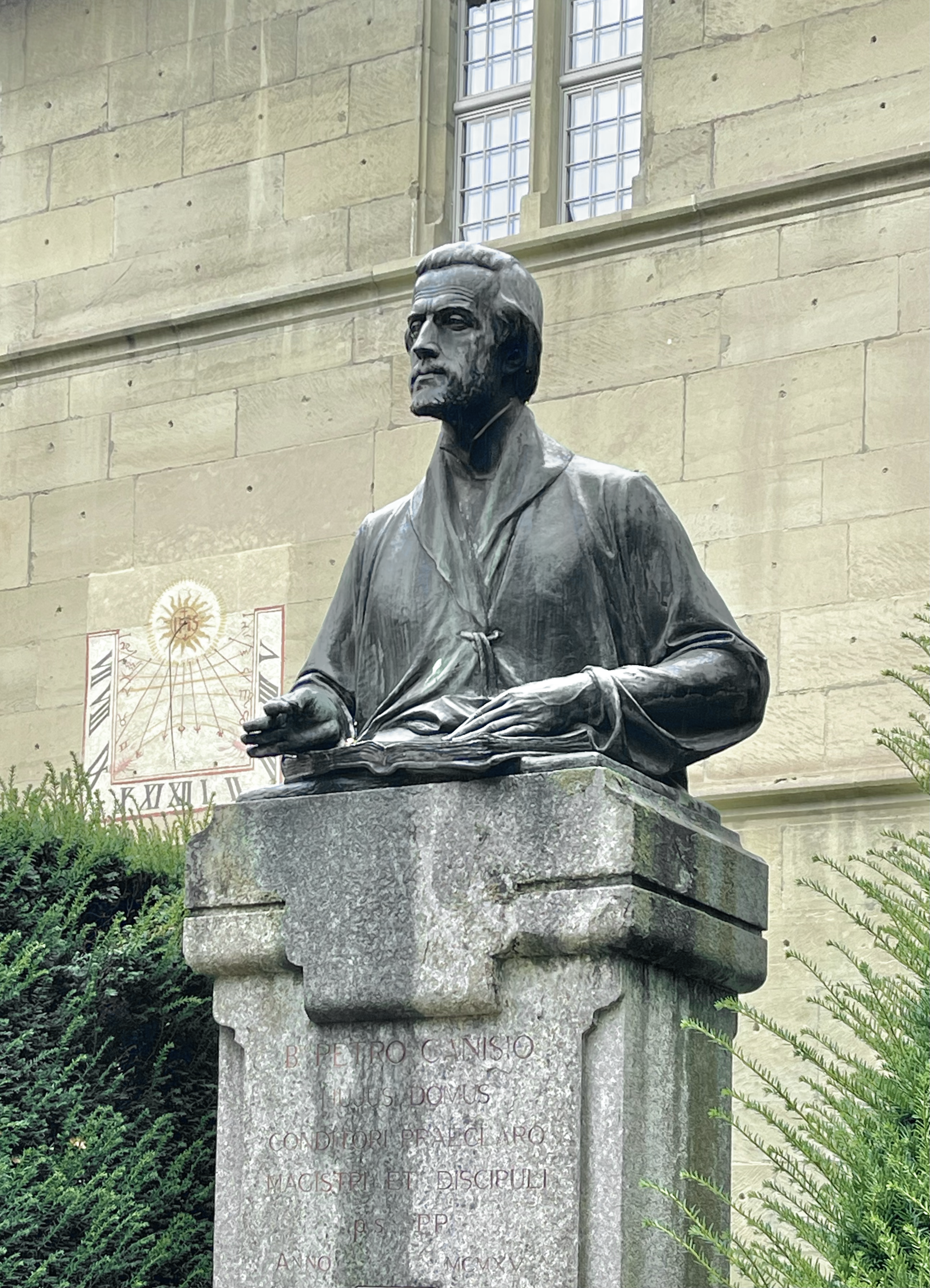
ペトルス・カニシウス

1597年12月21日、赴任先のスイス・フリブールで死去。1864年、教皇ピウス9世により列福され、1897年、レオ13世により「ドイツ第二の使徒」の称号が与えられ、1925年、ピウス11世により列聖され、教会博士に宣言された。